# Appendicula krauseana
Appendicula krauseana är en orkidéart som beskrevs av Rudolf Schlechter. Appendicula krauseana ingår i släktet Appendicula och familjen orkidéer. Inga underarter finns listade i Catalogue of Life.